# Исход палестинцев из Кувейта (1990–91)
Исход палестинцев из Кувейта произошел во время и после войны в Персидском заливе. До вторжения в страну соседнего Ирака 2 августа 1990 года в Кувейте проживало около 357 000 палестинцев. 10 августа 20 стран Лиги арабских государств на экстренном саммите в Каире подготовили итоговое заявление, в котором осудили вторжение Ирака в Кувейт и поддержали резолюции ООН. Двенадцать арабских государств поддержали применение силы, а остальные восемь, включая Организацию освобождения Палестины (ООП), отвергли военное решение проблемы иракского вторжения. По сообщению газеты Washington Post, в секретных американских сообщениях указывается, что тогдашний лидер ООП Ясир Арафат оказывал давление на тогдашнего иракского лидера Саддама Хусейна, чтобы тот обусловил свой уход из Кувейта уходом Израиля с Западного берега реки Иордан, сектора Газа и Голанских высот, а 12 августа Саддам объявил о своем предложении уйти при определённых условиях.
Политика правительства Кувейта, которая привела к этому исходу, была ответом как на позицию, занятую руководством ООП, так и на активное сотрудничество палестинских мигрантов с иракскими оккупационными властями.
После операции «Буря в пустыне», в ходе которой иракские войска были разбиты и вытеснены из Кувейта коалицией, возглавляемой Соединенными Штатами, более 287 000 палестинцев были вынуждены покинуть Кувейт в марте 1991 года. Многие бежали в страхе перед репрессиями со стороны вооружённых сил Кувейта в отместку за сотрудничество с оккупантами.
В 2004 году политическая ситуация между палестинским руководством и Кувейтом улучшилась после того, как Махмуд Аббас принёс официальные извинения за поддержку иракской оккупации со стороны ООП. В 2012 году официальное посольство Палестины в Кувейте было вновь открыто, и на тот момент в государстве проживало около 80 000 палестинцев.

## Предыстория
До войны в Персидском заливе палестинское население Кувейта составляло 357 000 человек, что составляло примерно 18 процентов от общей численности населения Кувейта, которая в то время составляла примерно 2 миллиона человек.
Эти палестинские граждане прибыли в Кувейт в три разных этапа: 1948 год (Первая арабо-израильская война и Накба), 1967 год (Третья арабо-израильская война) и 1973 год (Четвертая арабо-израильская война).

## События

### Во время иракской оккупации
Во время иракской оккупации палестинские переселенцы часто открыто выступали в поддержку оккупантов, не в последнюю очередь из-за того, что Саддам Хусейн открыто угрожал Израилю и даже обстреливал его ракетами.

### Исход в марте 1991 г.
В ответ на союз палестинского лидера Ясира Арафата и ООП с Саддамом Хусейном, который ранее вторгся в Кувейт, законное правительство Кувейта начало кампанию против ООП. По состоянию на 14 марта 1991 года в Кувейте все ещё проживало 200 000 палестинцев из первоначальных 400 000. Палестинцы были вынуждены покинуть Кувейт в течение одной недели в марте 1991 года после освобождения Кувейта от иракской оккупации. За одну неделю марта палестинское население Кувейта было почти полностью депортировано из страны. Власти Кувейта заявили, что палестинцы, покидающие страну, могут переехать в Иорданию, поскольку большинство палестинцев имели иорданские паспорта.

## Последствия
В 2004 году Кувейт отложил запланированный визит Махмуда Аббаса, тогдашнего чиновника ООП номер два после лидера Ясира Арафата. Палестинские официальные лица первоначально опровергли сообщения о том, что это произошло из-за отказа ООП принести извинения за поддержку иракского вторжения в Кувейт в 1990 году. Однако 12 декабря 2004 года Аббас, ныне лидер ООП, извинился за поддержку палестинским руководством Ирака и Саддама Хусейна во время вторжения и оккупации. Во время первого визита в Кувейт высокопоставленного палестинского чиновника после вторжения 1990 года Аббас заявил: «Я говорю: да, мы приносим извинения за нашу позицию по отношению к Кувейту».
В 2012 году сообщалось, что в Кувейте проживает 80 000 палестинцев.